# Torneo di New York 1924

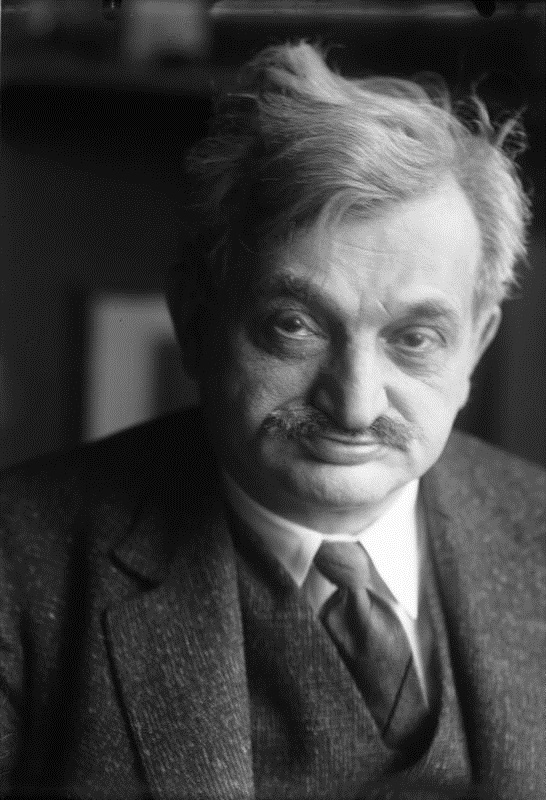
Emanuel Lasker, vincitore del torneo

Il Torneo di New York 1924 è stato un torneo internazionale di scacchi che si è svolto a New York dal 16 marzo al 18 aprile 1924.
 È considerato il più forte torneo di scacchi disputato fino ad allora.

## Storia
Partecipavano il campione del mondo in carica José Raúl Capablanca, il suo predecessore Emanuel Lasker, il futuro campione del mondo Aleksandr Alechin, il campione americano Frank Marshall e altri sette giocatori tra i più forti dell'epoca.

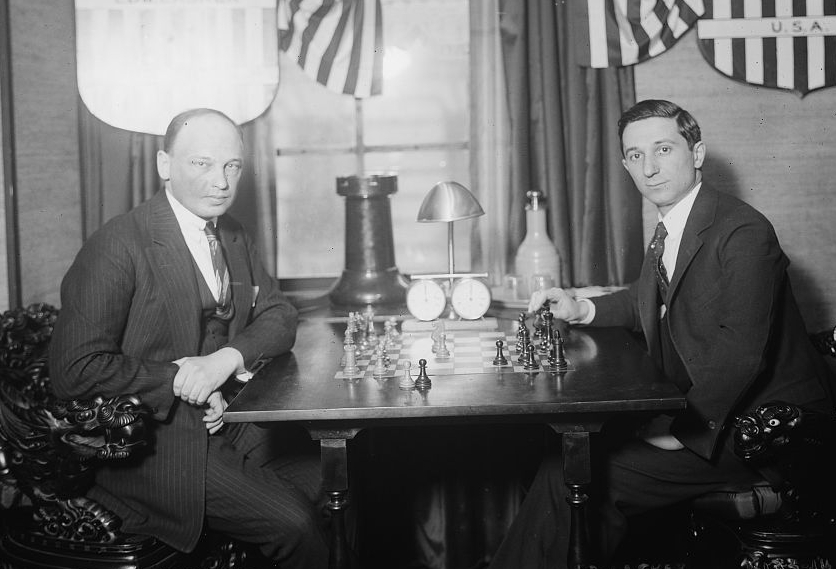
Tartakower con Edward Lasker, New York 1924

Il torneo fu organizzato dal Manhattan Chess Club e i primi otto turni si svolsero nei locali del club. Dopo alcuni giorni di pausa si giocò nell'Hotel Alamac di New York. Venne adottata la formula del doppio turno e, per evitare la preparazione con un avversario già noto, ogni turno veniva sorteggiato 15 minuti prima dell'inizio della partita. 
C'era molta attesa per il risultato del neo-campione Capablanca e dell'ex-campione Lasker, che si incontravano per la prima volta dopo il match del 1921. La vittoria di Lasker confermò l'opinione, abbastanza diffusa specialmente in Europa, che Lasker fosse ancora, nonostante la sconfitta nel match mondiale, più forte di Capablanca nel gioco di torneo.
Capablanca dovette subire la prima sconfitta dopo oltre otto anni di imbattibilità. Ebbe però la soddisfazione di infliggere a Lasker l'unica sconfitta del torneo.
Vennero assegnati tre "premi di bellezza": il primo (75 dollari e una coppa d'argento) a Réti per la partita contro Bogoljubov, il secondo (50 dollari) a Marshall per la partita contro Bogoljubov, il terzo (25 dollari) a Capablanca per la partita contro Lasker. A tutti i giocatori vennero rimborsate le spese.
Si verificò una singolare coincidenza: i primi tre posti furono gli stessi del torneo di San Pietroburgo 1914.

## Tabella del torneo
| #  | Giocatore            | Paese            | 1  | 2  | 3  | 4  | 5  | 6  | 7  | 8  | 9  | 10 | 11 |  | Totale |
| 1  | Emanuel Lasker       | Germania         | xx | ½0 | 1½ | ½1 | 11 | 11 | 11 | ½1 | ½1 | ½1 | 11 |  | 16     |
| 2  | José Raúl Capablanca | Cuba             | ½1 | xx | ½½ | ½½ | 01 | ½1 | 11 | 11 | 1½ | ½1 | ½1 |  | 14 ½   |
| 3  | Aleksandr Alechin    | Francia          | 0½ | ½½ | xx | ½½ | 10 | 1½ | ½½ | ½½ | 11 | ½½ | 11 |  | 12     |
| 4  | Frank James Marshall | Stati Uniti      | ½0 | ½½ | ½½ | xx | ½1 | 0½ | 01 | ½0 | ½1 | 1½ | 11 |  | 11     |
| 5  | Richard Réti         | Cecoslovacchia   | 00 | 10 | 01 | ½0 | xx | ½½ | 01 | 11 | 10 | 10 | 11 |  | 10 ½   |
| 6  | Géza Maróczy         | Ungheria         | 00 | ½0 | 0½ | 1½ | ½½ | xx | 01 | ½½ | 11 | ½1 | 10 |  | 10     |
| 7  | Efim Bogoljubov      | Unione Sovietica | 00 | 00 | ½½ | 10 | 10 | 10 | xx | 01 | 11 | ½1 | 01 |  | 9 ½    |
| 8  | Savielly Tartakower  | Polonia          | ½0 | 00 | ½½ | ½1 | 00 | ½½ | 10 | xx | 10 | ½0 | ½1 |  | 8      |
| 9  | Frederick Yates      | Inghilterra      | ½0 | 0½ | 00 | ½0 | 01 | 00 | 00 | 01 | xx | 11 | ½1 |  | 7      |
| 10 | Edward Lasker        | Stati Uniti      | ½0 | ½0 | ½½ | 0½ | 01 | ½0 | ½0 | ½1 | 00 | xx | 0½ |  | 6 ½    |
| 11 | David Janowski       | Francia          | 00 | ½0 | 00 | 00 | 00 | 01 | 10 | ½0 | ½0 | 1½ | xx |  | 5      |

## Partite notevoli
- Réti–Bogoljubov  partita inglese  (1º premio di bellezza)
- Réti–Capablanca  partita inglese   (1–0)
- Capablanca–Lasker   difesa slava  (1–0)
- Réti–Lasker partita inglese   (0–1)
- Alekhine–Réti   difesa est indiana   (1–0)
- Maróczy–Alekhine   difesa Alekhine   (0–1)
- Lasker–Réti   difesa francese  (1–0)

## Eventi collegati
Il 27 aprile Alekhine cercò di battere il record di partite in simultanea alla cieca, appartenente all'ungherese Gyula Breyer con 25 partite (Košice, 1921). Sempre nei locali dell'Alamac Hotel di New York affrontò 26 avversari, molti dei quali erano di livello magistrale.
L'esibizione era diretta da Géza Maróczy, che agiva anche da annunciatore delle mosse assieme a Norbert Lederer, uno degli organizzatori del torneo. Il gioco iniziò alle due del pomeriggio e terminò dopo 12 ore (con una pausa per la cena) fino alle due del mattino successivo.
Il risultato finale fu di 16 partite vinte, 5 perse e cinque patte (71 %). Alekhine perse con Isaac Kashdan (il più forte americano dell'epoca assieme a Frank Marshall), Albert S. Pinkus, Mark Peckar, Joseph Saltzman e M.B. Downs; pattò con J.C. Meyers, Erling Tholfsen, J.H. Friedman, Lloyd Garrison e Max Kleiman; vinse con Herman Steiner (uno dei più forti giocatori americani), Milton Pinkus, S. Hecht, Alfred Berman, M. Schleifer, A.H. Pearlman, M. Monsky, Ernest Nebolsine, C.O. Terwilliger, A.B. Yurka, A. Frieman, Charles K. Friedberg, Augustus Kahn, Louis Millstein, M. Yaeger e Norman Light. Il record mondiale di simultanee alla cieca era battuto.
Sono state conservate solo cinque partite di questa simultanea (con Herman Steiner, Milton Pinkus, Alfred Berman, M. Monsky e A. Frieman).
In febbraio dell'anno successivo Alekhine migliorò il record, giocando a Parigi 28 partite in simultanea alla cieca, con il risultato di +22 –3 =3.